# Кен Кізі
Кеннет Елтон Кі́зі (англ. Kenneth Elton Kesey; 17 вересня 1935, Ла-Хунта, штат Колорадо — 10 листопада 2001, Юджин, штат Орегон) — американський письменник, автор культового роману Над зозулиним гніздом (1962), діяч контркультури, один із засновників руху хіппі; сам себе вважав проміжною ланкою між бітниками й хіппі.

## Біографія

### Ранні роки: Колорадо, Орегон
Народився в Ла-Хунті, штат Колорадо, в сім'ї власника маслобойні Фредеріка А. Кізі й Женеви (до шлюбу Сміт). Був старшим із двох синів; в нього є молодший брат Джо «Чак». У 1946 їхня родина переїхала в селище Плезант-Гілл біля Спрингфілда, Лейн-каунті, штат Орегон, на ферму, що належала батькові Фреда А. Кізі. Плезант-Гілл, як і Спрингфілд, що є фактично передмістям Юджина, розташовані в долині ріки Вілламетт. Кізі зростав у доброчесній релігійній родині, захоплювався полюванням і рибалкою. Навчався у церковно-приходській, потім у Спрингфілдській середній школі (Springfield High School), займався футболом, боротьбою, боксом. Зачитувався фантастичними і пригодницькими романами Едгара Барроуза і Зейна Грея, його героєм був кіноактор Джон Вейн, також цікавився містикою, магією. У 7-му класі зійшовся з однокласницею Нормою «Фей» Гексбі, яка згодом стане його дружиною.
По закінченні школи у 1953 році вступив до Школи журналістики та комунікації громадського Університету Орегона в Юджині. Навчався за стипендією з футболу, проте скоро перейшов до команди борців. У 1957 зайняв друге місце на змаганнях між коледжами Тихоокеанського узбережжя з боротьби у ваговій категорії до 174 фунтів.
Перед тим у травні 1956 одружився з Нормою «Фей» Гексбі, яка навчалася в Університеті штату Орегон у Корваллісі, проте не уклали офіційного шлюбу; в них народилося троє дітей — дочка Шеннон (нар. 1960), сини Зейн (нар. 1961) і Джед (1964-1984).
Навчаючись в Університеті Орегона, брав участь у студентському братстві «Beta Theta Pi». Під впливом викладача Джеймса Б. Голла зацікавився творчістю Ернеста Хемінгуея і письменників-модерністів, і після кількох спроб розпочати акторську кар'єру в Голлівуді вирішив зосередитися на літературній творчості. Опублікувавши у «Northwest Review» своє перше оповідання «First Sunday of September», здобув стипендію національного фонду Вудро Вільсона. У 1957 році закінчив університет, отримавши ступінь бакалавра з літератури та комунікацій (B.A. in speech and communication).

### Переїзд до Каліфорнії
Під впливом Джеймса Б. Голла Кізі вирішив продовжувати літературні студії за магістерською програмою; врешті його зарахували на 5-річний курс Центру письменницької майстерності (Creative Writing Center) Стенфордського університету; щоправда, тут не передбачався магістерський ступінь. Переїхавши з дружиною до Пало Альто, оселився в богемному районі на Перрі Лейн. Тут познайомився з Кеном Бебсом (нар. 1936), Едом Макланаганом (нар. 1932), Герні Норманом (нар. 1937), Венделом Беррі (нар. 1934), Ларрі Макмертрі (нар. 1936), Робертом Стоуном (1937—2015). Ідейні суперечки з керівництвом Центру письменницької майстерності, яке вбачало в Кізі «загрозу цивілізації, інтелектуалізму і тверезості», ускладнювали продовження стипендії на навчання.
Вступивши до університету, десь у 1957 році Кізі написав свій перший роман Кінець осені («End of Autumn») про хлопця з робітничої родини, який отримав стипендію для навчання у школі Ліги Плюща, однак його не опублікував.
Продовжував заняття боротьбою в Сан-Франциско, проте до олімпійської збірної його не взяли через травму плеча.
Від Віка Ловелла, який студіював у Стенфорді психологію і був знайомий з Алленом Ґінзберґом, довідався про експерименти з вивчення впливу на людську психіку ЛСД, мескаліну, псилоцибіну, кокаїну, альфа-метилтриптаміну, диметилтриптаміну, що проводилися у ветеранському шпиталі в Менло-Парку напівтаємно з відома ЦРУ, і що добровольцям за це платили по 75 доларів за сеанс. Аби заробити грошей, Кізі у 1959 погодився на участь в експериментах. Подібно чинили багато хто, той же Аллен Ґінзберґ. Завдяки цьому через 6 місяців Кізі зміг влаштуватися помічником лікаря у психіатричному відділенні, а ще через кілька місяців його взяли нічним санітаром під керівництвом чергової медсестри у психіатричному відділенні ветеранського шпиталю в Менло-Парку. Тут працював разом із майбутнім псьменником і редактором Гордоном Лішем (нар. 1934). У той час Кізі працював над романом Зоопарк («Zoo»), як передбачала програма письменницького курсу Стенфорда. Роман мав бути про комуну бітників у Норд-Біч у Сан-Франциско, але також не був опублікований. В той період на Кізі вплинув викладач і письменник Малкольм Каулі (1889—1989), який свого часу посприяв виходу у світ роману У дорозі Джека Керуака у нью-йоркському видавництві Viking Press, співпрацюючи з видавництвом як консультант.
У 1999 році Кізі згадував про цей період: «Я був надто молодим, щоб бути бітником, і занадто старим, щоб бути хіппі»
Робота санітаром у шпиталі в Менло-Парку дала Кізі матеріал для написання роману Над зозулиним гніздом («One Flew Over the Cuckoo's Nest»). За сприяння Малкольма Каулі він був надрукований у видавництві «Viking Press» на початку 1962 року. Цей твір відразу завоював широку популярність. У 1963 на його основі Дейл Васерман створив спектакль, а Мілош Форман у 1975 зняв однойменний фільм, який отримав «Велику П'ятірку» премій «Оскар»: найкращий фільм, найкращий режисер, найкращі актор та акторка першого плану і найкращий адаптований сценарій — а також 28 інших нагород (серед яких 6 премій BAFTA, 6 Золотих Глобусів) і 11 номінацій. Сам роман здобув номер 58 у Рейтингу 100 найкращих книг усіх часів журналу Ньюсвік.
Про навчання майбутніх письменників у Стенфорді, в тому числі, Кена Кізі, йдеться в романі Чака Кайндера «Медовий місяць» (2001).

### «Merry Pranksters»
Отримавши гонорар за книгу, і у зв'язку зі знесенням забудови на Перрі-Лейн, Кізі у серпні 1963 року перебрався в сільську місцевість, придбавши будинок у Ла-Хонді в горах Санта-Крус за 15 миль від кампуса Стенфордського університету. Тут проживав зі сім'єю і друзями, які об'єдналися в комуну «Merry Pranksters» («Приколісти»). Головним захопленням були наркотики, зокрема ЛСД, котра поки що перебувала в рамках закону. З ними тісно зійшлися товариш Кізі по Стенфорду Кен Бебс, музикант, майбутній лідер рок-групи Grateful Dead Джеррі Гарсія, колишній гарвардський професор Річард Алперт, культовий у середовищі біт дженерейшн персонаж, головний герой роману Керуака У дорозі Ніл Кесседі.
У той час Кізі працював над романом Інколи нестримно хочеться («Sometimes a Great Notion») про життя лісорубів Орегона і конфлікт поколінь, в якому проглядається прообраз майбутнього хіппі. У липні 1964 роман мав вийти друком у нью-йоркському видавництві «Viking Press». З цього приводу і щоб відвідати Всесвітню виставку в Нью-Йорку, на якій мав демонструватися космічний апарат на Місяць, Кізі придбав старий шкільний автобус, який назвав «Furthur» (неправильна форма слова further — «далі»). Приколісти переобладнали його, розфарбувавши флюоресцентними фарбами, і вирушили через всю країну на Східне узбережжя. Водієм взяли Ніла Кесседі. По дорозі влаштовували Гепенінги і роздавали ЛСД всім, хто бажав, означивши таким чином початок Психоделічної революції. У Нью-Йорку Ніл Кесседі влаштував Приколістам зустріч зі своїми друзями з біт дженерейшн Джеком Керуаком, який однак холодно поставився до Кізі, й Алленом Ґінзберґом, який гаряче підтримав старт контркультури.
Ця подорож детально описана в документальному романі Тома Вулфа «Електроохолоджувальний кислотний тест». Жан Бодрійяр назвав її «найдивовижнішою мандрівкою в історії людства після походу аргонавтів за золотим руном і блукання Мойсея в пустелі». Вона стала важливим імпульсом до виникнення руху хіппі.
Попри те, що роман Інколи нестримно хочеться спершу сприйняли критично, його згодом назвали «однією з найважливіших книг, написаних в Америці другої половини двадцятого століття» (Чарльз Боуден) і першою з дванадцяти найбільших книг Північного Заходу (1997, Американське Північно-Західне товариство письменників). На його основі у 1971 році Пол Ньюман зняв однойменний фільм, який однак великого успіху не здобув.
У діяльності «Merry Pranksters» брали участь письменники, друзі Кена Кізі по Стенфорду Ед «Капітан Кентуккі» Макланаган, Герні Норман, Роберт Стоун, також журналісти Пол Красснер (1932—2019), Стюарт Бранд (нар. 1938), скульптор Рон Бойз (1931—1966), карикатурист Пол Фостер (1934—2003), фотограф Рон Бевірт (нар.  1939). У серпні 1965 року завдяки Гантерові Томпсону в Сан-Франциско Кзі познайомився з членами сан-франциської та оклендської філій байкерського клубу Пекельні янголи та їхнім лідером Ральфом «Сонні» Барґером.
16 жовтня 1965 року Кізі виступив на антивоєнному мітингу в Берклі, проповідуючи втечу від реальності, абстрагування від суспільної боротьби; це стало головною ознакою хіппі-руху.
Десь тоді Кізі висловив сумнів у спроможності літератури впливати на суспільні настрої і потребу нового синтетичного жанру. Підтвердженням стало проведення 27 листопада 1965 року першого «кислотного тесту» (acid tests) — вечірки-гепенінга зі світловими ефектами (стробоскопами) в супроводі новоствореної рок-групи Grateful Dead із роздачею ЛСД всім охочим. Надалі Приколісти провели цілу серію «кислотних тестів» у Каліфорнії, в яких брали участь Аллен Гінзберг, Пекельні янголи та інші діячі контркультури.
Ці події відображені в документальних романах Гантера Томпсона «Пекельні янголи: дивна й жахлива сага» і Тома Вулфа «Електроохолоджувальний кислотний тест».

### Проблеми зі законом
Уперше Кізі заарештували у квітні 1965 за звинуваченням у зберіганні марихуани в ході поліцейської облави в Ла-Хонді, але звільнили за підпискою про невиїзд. Вдруге затримали 19 січня 1966 року на даху будинку, де проживав Стюарт Бранд, у кварталі Норт-Біч у Сан-Франциско. Кізі перебував разом із коханкою Керолайн «Mountain Girl» Адамс (нар. 1946), ще однією учасницею «Merry Pranksters»; всі вони прибули для участі в грандіозному світловому і танцювальному шоу «Фестиваль польотів». Після того, як Кізі не з'явився на судове засідання 31 січня, Приколісти вирішили імітувати самогубство письменника, залишивши вантажівку з передсмертною запискою над прямовисною скелею на березі Тихого океану, а самому втікати до Мексики. Вся процедура була облаштована невдало, до того ж Кізі видав себе, необережно подзвонивши до Санта-Круса. Скоро ним зацікавилася мексиканська поліція. Він змушений був переховуватись у Пуерто-Вальярті. У квітні до нього прибула частина Приколістів на чолі з Кеном Бебсом, дружина Фей з трьома дітьми і Ніл Кесседі. В Мексиці опинилася й Керолайн Адамс, яка тут народила дівчинку Саншайн (Sunshine). Дружина Кізі начебто не заперечувала проти їхнього зв'язку. Там же із Керолайн Адамс одружився один із Приколістів Джордж Вокер.
Перебування в Мексиці описане у великому есе «По той бік кордону», опублікованому в колективному збірнику Гаражний розпродаж Кізі («Kesey's Garage Sale») у все тому ж «Viking Press».
За той час дійшло до підйому хіппі-руху, в середовищі якого ім'я Кізі користувалося великим авторитетом. У серпні він вирішив повертатися до Каліфорнії, проте й далі змушений був переховуватися. Після того, як 20 жовтня 1966 року Кізі раптово з'явився в телеефірі на шоу Джона Бартолом'ю Такера на каналі KPIX-TV, Сан-Франциско, його через 25 хвилин арештували на Береговій автостраді по дорозі від Сан-Франциско до Пало-Альто. Кізі вискочив з машини, намагаючись утекти в поля, але зачепився штанами за огорожу. Наступних 5 днів він провів у місцевій тюрмі. Саме тут із ним познайомився репортер Том Вулф, який спеціально прибув із Нью-Йорка з наміром написати книгу про свіжу сенсацію. Кізі погодився виступити на телебаченні зі зреченням ЛСД, яка від 6 жовтня 1966 року опинилася поза законом штату Каліфорнія. Попри те, що виступ був украй незрозумілий і зречення не прозвучало, у середовищі хіппі його вважали ренегатом. Останній кислотний тест («Випускний бал»), проведений у Сан-Франциско під гаслом «Завершення кислотного тесту», був провальним; стало зрозуміло, що історія скінчилася. Кізі повернувся на ферму в Орегон, очікуючи суду.
У травні 1967 року Кізі отримав вирок. Ув'язнення почав відбувати у червні в тюрмі Редвуд, за іронією долі, розташованій зовсім недалеко від його колишнього будинку в Ла-Хонді. В Сан-Франциско у той час почалося Літо Любові. За добру поведінку Кізі звільнили достроково у листопаді 1967 р. Перебування в тюрмі описане в його збірнику Демон Бокс («Demon Box»), який вийшоа набагато пізніше. у 1986 році у «Viking Press».

### Повернення в Орегон
Звільнившись з тюрми, Кізі повернувся у Плезант Хілл, штат Орегон, де провів решту життя, присвятивши себе родині, виховуючи 4 дітей — Шеннон, Зейна, Джеда і Саншайн, і вирощуючи худобу. Був членом шкільної ради в Лейн-каунті, тренером з боротьби у місцевих школах, займався монтуванням документальних фільмів з плівок, знятих під час автобусних подорожей із «Merry Pranksters», не забував і про давнє захоплення містикою. Розмальований автобус, в якому проїхав у 1964 році всю Америку, залишився іржавіти на фермі. У серпні 1969 дехто з колишніх учасників «Merry Pranksters» вирушили на ньому на рок-фестиваль Вудсток, проте Кізі відмовився їхати.
У 1973 р. у «Viking Press» вийшла друком колективна збірка есеїв Гаражний розпродаж Кізі, написана у співавторстві з Кеном Бебсом, Полом Фостером, Ширлі Ебікар, Кеті Вагнер, Полом Красснером, Роном Бевіртом, Лоренсом Гонсалесом; передмову написав Артур Міллер. Наступного 1974 року Кізі заснував часопис «Spit in the Ocean».
У 1984 році по дорозі на змагання розбився в автокатастрофі його 20-річний син Джед, член команди борців Університету Орегона; через 2 дні лікарі констатували смерть мозку. Кізі з дружиною Фей дали згоду на пожертвування його органів. Смерть сина Кізі важко переживав.
В останні роки Кізі повернувся до активної літературної праці. У 1986 році у «Viking Press» вийшла збірка оповідань Демон Бокс. Викладаючи на семінарі з письменницької майстерності в Університету Орегона, задля експерименту Кізі разом зі слухачами Робертом Блюхером, Беном Бохнером, Джеймсом Фінлі, Джефом Форестером, Беннетом Г'юфманом, Лінном Джеффресом, Нілом Лідстромом, Г. Гайвотером Паверсом, Джейн Сітер, Чарльзом Варані, Мередіт Водлі, Лідією Юхнавич та Кеном Циммерманом написали роман Печери («Caverns»), виданий 1989 року у британському видавництві «Penguin Books». У 1990 році Кізі надрукував ілюстровану сюрреалістичну п'єсу Подальше дослідження («The Furthur Enquiry») про поїздку «Merry Pranksters» розмальованим автобусом по Америці в 1964 році, а також дитячу казку Маленька хитрунка білка зустрічає великого, удвічі більшого ведмедя («Little Tricker the Squirrel Meets Big Double the Bear»). У 1992 році вийшов у світ третій роман Кізі Пісня моряка («Sailor Song») про життя мешканців Аляски, однак широкої популярності  не здобув.
У 1994 році у співавторстві з Кеном Бебсом Кізі опублікував роман-вестерн Останній забіг («Last Go Round») про знамените родео «Pendleton Round-Up» у Пендлтоні, штат Орегон, яке відбулося у вересні 1911 року, а також п'єсу Твістер: ритуальне реаліті на три чверті плюс додатковий час за необхідності («Twister: A Ritual Reality in Three Quarters Plus Overtime if Necessary») за мотивами казки Дивовижний чарівник країни Оз Баума, яку поставив спільно з колишніми «Merry Pranksters».
Можливо, це стало поштовхом до відродження інтересу до ідолів 1960-их і моди на хіппі. У 1995 разом з колишніми Приколістами Кізі відремонтував старий розмальований автобус і подався у подорож. Вони відвідали хіпову комуну «Hog Farm Pig-Nick», засновану колишнім учасником «Merry Pranksters» Г'ю «Wavy Gravy» Ромні, в Санленд-Туджунга на околиці Лос-Анджелеса, а заодно смертельно хворого на рак Тімоті Лірі, який розпочав процес «дизайнерського вмирання». 14 серпня 1997 року на концерті рок-гурту Phish в місті Дарієн, штат Нью-Йорк, під час виконання пісні «Сходження полковника Форбіна» Кізі востаннє піднявся на сцену разом з Приколістами, виконавши танцювальний транс-джем-сеанс за участі кількох персонажів «Чарівника з Оза» та « Франкенштейна».
У червні 2001 року Кізі запросили головним спікером на відкритті щорічному відкритті в Коледжі вічнозеленого штату (Evergreen State College) в Олимпії, штат Вашингтон. Останнім був опублікований у часописі «Rolling Stone» текст зі закликом до миру після терактів 11 вересня 2001 року.

### Хвороби і смерть
У 1992 році Кенові Кізі діагностували цукровий діабет. У 1998 він переніс інсульт.  25 жовтня 2001 року його прооперували з приводу раку печінки. Кен Кізі помер від ускладнень операції 10 листопада 2001 року в шпиталі «Sacred Heart» в Юджині, штат Орегон, у віці 66 років. Залишилася мати Женева, брат Джо «Чак», дружина Норма «Фей», троє дітей Шеннон, Зейн і Саншайн, і троє внуків.
Посмертно у 2003 році був опублікований Тюремний щоденник Кізі: Виріжте M************ викиньте («Kesey's Jail Journal : Cut the M************ Loose») у 2003 році: передмову до нього написав Ед Макланаган.

## Твори
- 1962 роман Над зозулиним гніздом
- 1964 роман Інколи нестримно хочеться
- 1986 збірка оповідань «Демон Бокс»
- 1990 ілюстрована п'єса «Подальше дослідження» («The Furthur Enquiry»)
- 1990 казка «Маленька хитрунка білка зустрічає великого, удвічі більшого ведмедя» («Little Tricker the Squirrel Meets Big Double the Bear»)
- 1992 роман Пісня моряка
- 2003 «Тюремний щоденник Кізі: Виріжте M************ викиньте»

## У співавторстві
- 1973 збірка есе «Гаражний розпродаж Кізі»
- 1989 роман «Печери»
- 1994 п'єса «Твістер: ритуальне реаліті на три чверті плюс додатковий час за необхідності» (у співавт. з Кеном Бебсом)
- 1994 роман-вестерн «Останній забіг» (у співавт. з Кеном Бебсом)

## Переклади українською
- Кен Кізі. Над зозулиним гніздом. Переклад з англійської: Наталя Тисовська. Київ: KM Books, 2017. 352 стор. ISBN 978-617-7489-00-8